# Kim Jun-su
Kim Jun-su (hangul:김준수) (ur. 15 grudnia 1986 w Gyeonggi) – południowokoreański piosenkarz, były członek zespołu TVXQ, znany również jako XIA, Xiah, Xiah Junsu (w Korei) i Junsu (ジュンス) w Japonii. Obecnie członek grupy JYJ, powstałej po jego odejściu z zespołu TVXQ.

## Życiorys
Urodził się i wychował w Gyeonggi w Korei Południowej. Ma brata bliźniaka o imieniu Junho. W wieku jedenastu lat, po wygranej w audycji telewizyjnej, wstąpił do SM Entertainment ze swoim przyjacielem Eunhyukiem (aktualnie członkiem zespołu Super Junior) jako pierwszy z członków TVXQ. Zadebiutował na Britney Spears and BoA Showcase śpiewając między innymi utwór „Hug”.

### Problemy z SM Entertainment
W 2009 roku razem z Park Yoo-chunem i Kim Jae-joongiem złożył do sądu pozew przeciwko SM Entertainment dotyczący nieuczciwego kontraktu. Sprawę wygrali i odeszli z SM z zespołu TVXQ, tworząc grupę JYJ, ale do dziś SM stara się ograniczyć ich wystąpienia w telewizji.

### Kariera solowa
Xiah pisze teksty i komponuje muzykę. Wydał cztery albumy solowe: Tarantallegra (2012), Incredible (2013), Flower (2015) i Xignature (2016), dwa minialbumy: Musical December 2013 with Kim Junsu (2013) i Yesterday (2015) oraz trzynaście singli. Xiah odbył cztery trasy koncertowe (jedną światową i trzy azjatyckie) oraz odbędzie jedną japońską w 2016 roku. Junsu śpiewa też piosenki do seriali koreańskich (dram).

### JYJ
Po odejściu z SM Entertainment razem z Park Yoo-chunem i Kim Jae-joongiem przeszli do C-JeS Entertainment i stworzyli grupę JYJ. W 2010 roku wydali debiutancki japoński album The Beginning i drugi album koreański In Heaven. Oba albumy były numerem jeden na koreańskiej liście najlepiej sprzedających się płyt. Zespół zdobył uwagę gazet i mediów na całym świecie i jest pierwszym zespołem K-Popowym, który miał koncerty w Chile i Peru.

### Aktorstwo
Razem z innymi członkami zespołu TVXQ wziął udział w serii programów telewizyjnych Banjun Drama i Vacation.
Zagrał gościnnie w dramie Scent of a Woman jako on sam (5. odcinek) oraz zaśpiewał do niej piosenkę You Are So Beautiful.
Swoją karierę musicalową rozpoczął w 2010 roku odgrywając rolę tytułową w musicalu Mozart!. Jego kreacja spotkała się z ciepłym przyjęciem, a bilety na każdy z jego występów zostały całkowicie wyprzedane. Za tę rolę był również wielokrotnie nagradzany. W 2011 roku zagrał w musicalu Tears of Heaven jako Jun-hyung i ponownie w musicalu Mozart!. W latach 2012–2013 grał w musicalu Elisabeth jedną z głównych ról - Śmierć (Der Tod). W 2013 roku zagrał również w musicalu December jako Ji-wook. W roku 2014 wcielił się w tytułową rolę w musicalu Dracula. W 2015 roku odegrał jedną z głównych ról – L Lawlieta w musicalu Death Note.
W 2016 roku wcielił się w tytułową rolę w koreańskiej adaptacji musicalu Dorian Gray.

## Życie prywatne
1 stycznia 2016 roku pojawiła się wiadomość, że Kim Jun-su i Ahn hee-yeon (Hani) z zespołu EXID są parą od sześciu miesięcy. C-JeS Entertainment potwierdziła te doniesienia. We wrześniu 2016 roku ujawniono informację o rozstaniu się pary z powodu napiętych grafików.
9 lutego 2017 roku Jun-su rozpoczął obowiązkową w Korei służbę wojskową, która trwała 21 miesięcy. Odbywał ją na posterunku policyjnym w prowincji Gyeonggi. Zakończył ją 5 listopada 2018 roku.

## Dyskografia

### Albumy
- 2012 – Tarantallegra
- 2013 – Incredible
- 2015 – Flower
- 2016 – Xignature

### Minialbumy
- 2013 – Musical December 2013 with Kim Junsu
- 2015 – Yesterday

### Single
- 2010 – Xiah
- 2012 – I Don’t Like Love
- 2012 – Tarantallegra
- 2012 – Uncommitted
- 2012 – Thank U For
- 2013 – 11 AM
- 2013 – Incredible
- 2013 – Serendipity (스치다)
- 2015 – Flower
- 2015 – Just Yesterday
- 2016 – How Can I Love You
- 2016 – Rock The World
- 2016 – ..Is You

### Ścieżka dźwiękowa
- 2010 – Beautiful Love (君がいれば) – Love Letter From Five Years Later
- 2010 – The Whereabouts of Sadness (悲しみのゆくえ) – Beautiful Love
- 2010 – Too Love - Sungkyunkwan Scandal
- 2011 – You Are So Beautiful - Scent Of A Woman
- 2012 – Love Is Like Snowflakes - The Innocent Man
- 2012 – I Don’t Like Love - Książę z poddasza
- 2013 – Foolish Heart - The Fugitive of Joseon
- 2013 – I Love You - Cesarzowa Ki
- 2014 – In The Time That I Love You - Mr. Back
- 2015 – The Time Is You - Six Flying Dragons
- 2016 – How Can I Love You – Taeyang-ui huye

### Teledyski
- 2006 – Timeless
- 2007 – AnyBand: Talk Play Love & Promise U
- 2010 – Intoxication
- 2012 – Tarantallegra
- 2012 – Tarantallegra (Dance Ver.)
- 2012 – Uncommitted
- 2012 – Even though I already know (알면서도)
- 2012 – Vista
- 2013 – 11 AM
- 2013 – Incredible
- 2015 – Flower
- 2015 – Yesterday
- 2015 – OeO
- 2016 – Rock The World

## Trasy koncertowe
- XIA 1st World Tour Concert[15]
- XIA 2nd Asia Tour Concert – Incredible[16]
- Xia 3rd Asia Tour Concert – Flower[17]
- Xia 4th Asia Tour Concert – Yesterday[18]
- 2016 XIA The Best Ballad Spring Tour Concert in Japan vol.2[19]

## DVD
- 2011 – Kim Junsu Musical Concert, Levay with Friends[20]
- 2012 – XIA 1st Asia Tour Concert – Tarantallegra[21]
- 2013 – 2012 XIA Ballad & Musical Concert with Orchestra[22]

## Musicale
- 2010 – Mozart! jako Wolfgang A. Mozart
- 2011 – Tears of Heaven jako Jun-hyung
- 2011 – Mozart! jako Wolfgang A. Mozart
- 2012−2013 – Elisabeth jako Śmierć (Der Tod)
- 2013 – December jako Ji-wook
- 2014 – Dracula jako Hrabia Drakula
- 2015 – Death Note jako L Lawliet
- 2016 – Dorian Gray jako Dorian Gray

## Ciekawostki
- Prowadzi konto na Twitterze[23],
- Prowadzi konto na instagramie[24],
- Na wyspie Czedżu posiada hotel o nazwie Toscana Hotel[25],
- Chociaż urodził się 15.12.1986, to jego rodzice zarejestrowali go 01.01.1987[26]
- Ma grupę krwi B[26],
- Potrafi grać na fortepianie[26]
- Lubi grać w piłkę nożną[26]
- Ma pięć kotów: Bakira, Tigger, Leo, Leon i Pard[26],
- Ma czarny pas w taekwondo[26],
- W 2015 roku zaśpiewał piosenkę Dream razem z PSY do jego siódmego albumu[27]

## Nagrody
| Rok  | Nagroda                                            | Kategoria                                        | Za co                                                                                   | Rezultat   |
| ---- | -------------------------------------------------- | ------------------------------------------------ | --------------------------------------------------------------------------------------- | ---------- |
| 2010 | 4th The Musical Awards                             | Nagroda dla nowicjusza                           | Mozart!                                                                                 | Wygrana    |
| 2010 | 4th The Musical Awards                             | Nagroda Popularności                             | Mozart!                                                                                 | Wygrana    |
| 2010 | 16th Korea Musical Awards                          | Nagroda dla nowicjusza                           | Mozart!                                                                                 | Wygrana    |
| 2010 | 16th Korea Musical Awards                          | Nagroda Popularności                             | Mozart!                                                                                 | Wygrana    |
| 2010 | 2010 Golden Ticket Awards                          | Ticket Power Award - Aktor Musicalowy            | Mozart!                                                                                 | Wygrana    |
| 2011 | 5th The Musical Awards                             | Nagroda dla Najlepszego Aktora                   | Tears of Heaven                                                                         | Nominacja  |
| 2011 | 5th The Musical Awards                             | Nagroda Popularności                             | Tears of Heaven                                                                         | Wygrana    |
| 2011 | 17th Korea Musical Awards                          | Nagroda Popularności                             | Tears of Heaven                                                                         | Wygrana    |
| 2011 | 3rd Asia Jewelry Awards                            | Nagroda dla Światowej Supergwiazdy K-popu        |                                                                                         | Wygrana    |
| 2011 | 2011 Golden Ticket Awards                          | Ticket Power Award - Aktor Musicalowy            | Mozart! & Tears of Heaven                                                               | Nominowany |
| 2011 | So-Loved Awards 2011                               | Nagroda za piosenkę przewodnią do dramy          | You Are So Beautiful - Scent Of A Woman                                                 | Wygrana    |
| 2012 | 6th The Musical Awards                             | Nagroda dla Najlepszego Aktora                   | Elisabeth                                                                               | Nominowany |
| 2012 | 6th The Musical Awards                             | Nagroda Popularności                             | Elisabeth                                                                               | Wygrana    |
| 2012 | 18th Korea Musical Awards                          | Nagroda dla Najlepszego Aktora                   | Elisabeth                                                                               | Wygrana    |
| 2012 | 18th Korea Musical Awards                          | Nagroda Popularności                             | Elisabeth                                                                               | Wygrana    |
| 2012 | 2012 Golden Ticket Awards                          | Ticket Power Award - Aktor Musicalowy            | Elisabeth                                                                               | Wygrana    |
| 2012 | 2012 Golden Ticket Awards                          | Ticket Power Award - Local Concert (kat. muzycy) | XIA 1st Asia Tour Concert In Seoul & 2012 XIA Ballad & Musical Concert with Orchestra   | Wygrana    |
| 2012 | 2012 Golden Ticket Awards                          | Nagroda Popularności                             | XIA 1st Asia Tour Concert In Seoul & 2012 XIA Ballad & Musical Concert with Orchestra   | Wygrana    |
| 2012 | 2012 The Seoul Foreign Correspondents’ Club Awards | Nagroda dla piosenkarza promującego Koreę        | Tarantallegra & XIA 1st World Tour Concert                                              | Wygrana    |
| 2013 | 1st Yin Yue Tai V-Chart Awards                     | Najlepszy Koreański Artysta (kat. mężczyźni)     | Uncommitted                                                                             | Wygrana    |
| 2013 | 19th Korea Musical Awards                          | Nagroda Popularności                             | Elisabeth                                                                               | Wygrana    |
| 2013 | 2013 Golden Ticket Awards                          | Ticket Power Award - Local Concert (kat. muzycy) | XIA 2nd Asia Tour Concert INCREDIBLE & 2013 XIA Ballad & Musical Concert with Orchestra | Nominowany |
| 2013 | 2013 Golden Ticket Awards                          | Ticket Power Award - Musical Actor               | Elisabeth & December                                                                    | Nominowany |
| 2013 | 2013 Golden Ticket Awards                          | Nagroda Popularności                             | Elisabeth & December                                                                    | Wygrana    |